# Veegtes
De Veegtes (Venloos: De Vaegtes) is een bedrijventerrein in Venlo in de Nederlandse provincie Limburg. De wijk ligt ten noorden van de Provinciale Weg N271 naar Nijmegen.

## Geschiedenis
Rondom de stad Venlo lagen door de eeuwen heen vele boerderijen en hoeves, die voor de voedselvoorziening van de stad zorgden. Enkele hiervan zijn voor het nageslacht bewaard gebleven, de meeste verdwenen. Een van deze verdwenen boerderijen is Hoeve Veegtes.
In 1950 werd met de aanleg van het bedrijventerrein gestart met de aanleg van de L.J. Costerstraat.